# Jean-Marc Roubaud

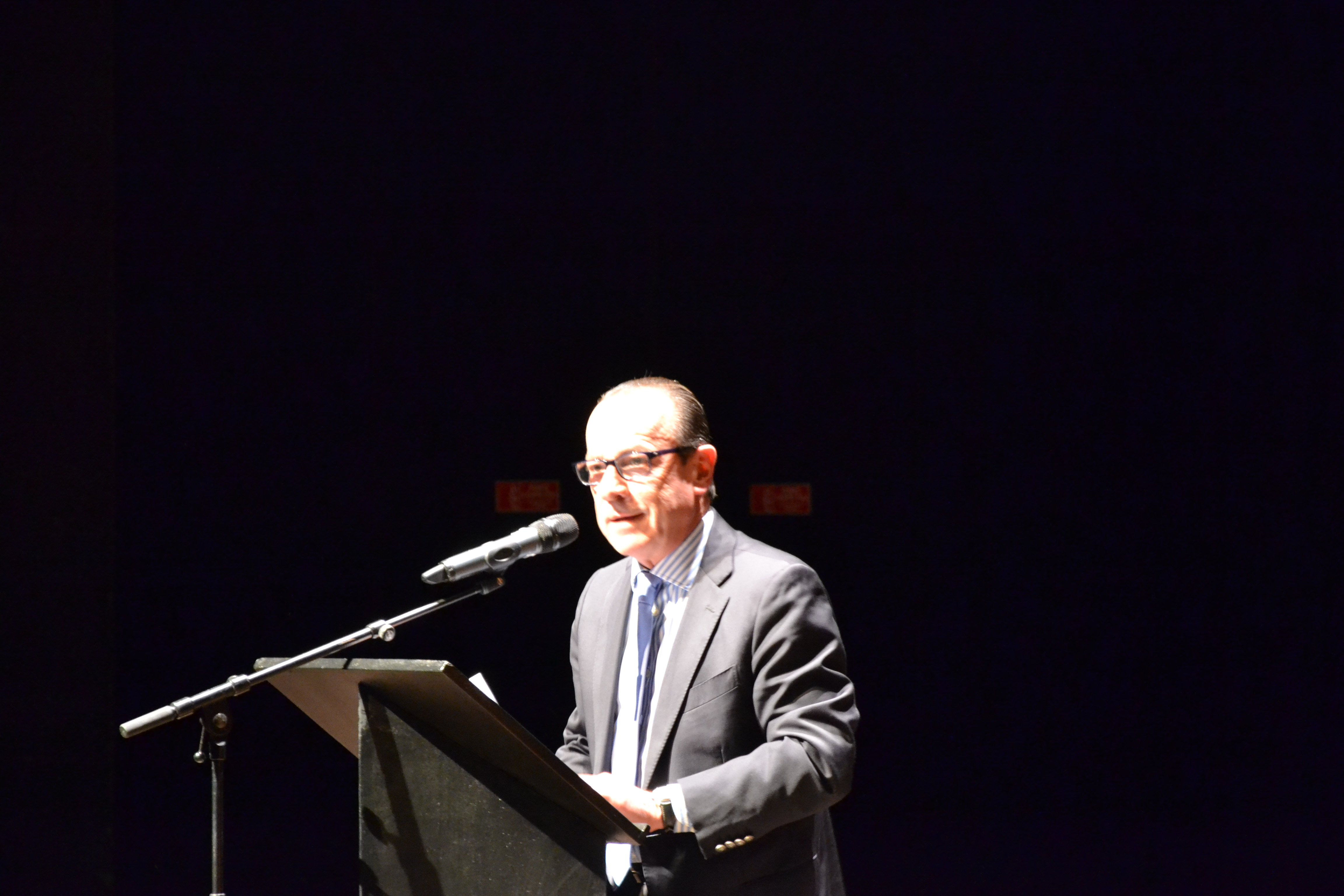
Jean-Marc Roubaud

Jean-Marc Roubaud (* 18. Juni 1951 in Algier) ist ein französischer Politiker. Er war von 2002 bis 2012 Abgeordneter der Nationalversammlung.
Roubaud arbeitete als Apotheker, als er 1989 in den Gemeinderat von Villeneuve-lès-Avignon einzog. 1995 wurde er zum Bürgermeister der Gemeinde gewählt. 2002 trat er im Département Gard zu den Parlamentswahlen an und zog für die konservative UMP in die Nationalversammlung ein. 2007 wurde er wiedergewählt. Bei den Wahlen 2012 kandidierte er erneut. Er scheiterte jedoch im zweiten Wahlgang mit 38,0 % am Sozialisten Patrice Prat, der 41,4 % der Stimmen erhielt. Roubaud beklagte im Nachgang sinngemäß: Gemeinsam mit dem Rechtsextremen Gilles Caïtucoli (20,5 %) hätte es eine rechte Mehrheit gegeben, die mangels einer Einigung des rechten Lagers aber nicht zum Tragen gekommen sei.